# Daniel el travieso
Daniel el travieso (en inglés: Dennis the Menace) fue una tira cómica originalmente creada, escrita e ilustrada por Hank Ketcham para King Features Syndicate. 
Se estrenó el 12 de marzo de 1951 en 13 periódicos. Hoy en día la tira cómica es escrita y dibujada por los asistentes cercanos de Ketcham, Marcus Hamilton y Ron Ferdinand, y King Features Syndicate la distribuye aproximadamente a 1.000 periódicos en 48 países en 19 idiomas. La serie cómica se pública en un formato de chiste durante los días de semana y en formato de página completa de historieta los domingos.
Daniel el travieso fue una serie tan exitosa que fue adaptada por los diferentes medios entre ellos la televisión en forma de personajes reales y animados y en varios filmes, así como también en presentaciones teatrales e incluso entregas de video.

## Historias
Los capítulos de cada tira cómica se centran en las aventuras de Daniel Mitchell, un niño estadounidense de ocho años de buenas intenciones y sentimientos pero que sin darse cuenta comete constantemente insoportables travesuras que perjudican a la gente que lo rodea, en especial a "su mejor amigo adulto": el señor Wilson, su vecino.

## Personajes
- Daniel Mitchell o Dennis Mitchell:[1] el protagonista. Se dice que este personaje se basó en el hijo de Hank Ketcham, Dennis, cuando tenía cinco años.
- Henry Mitchell: padre de Daniel
- Alice Mitchell: madre de Daniel
- George Wilson: el señor Wilson, vecino de Daniel
- Martha Wilson: esposa del señor Wilson
- Joey: amigo de Daniel
- Gina: amiga de Daniel
- Margareth o Margot: amiga de Daniel. Está enamorada de él pero Daniel no la quiere.
- Ruf:[2] perro de Daniel.